# Simonetta Jung
Simonetta Jung (ur. 1 września 1917 w Palermo, zm. 28 czerwca 2005 w Brukseli) – belgijska malarka pochodzenia włoskiego.
Urodziła się we Włoszech. Wraz z rodzicami od wczesnej młodości wiele podróżowała po Europie (Niemcy, Francja, Holandia), aż w końcu cała rodzina Jungów przed wojną osiadła na stałe w Belgii (jej rodzice zajmowali się kupiectwem). Z belgijskiego okresu twórczości pochodzi najdojrzalsze malarstwo artystki.

## Twórczość
Jung była samoukiem. Zdaniem belgijskich krytyków, dzięki temu potrafiła znaleźć własny idiom oparty na indywidualizmie i konfiguratywnym podejściu do kultury. Stąd u Jung generowana drapieżna kolorystyka, abstrakcyjny model kreowanej rzeczywistości i feminizujące próby dialogu między bohaterami prac artystki. Ludzie z obrazów Jung są uczestnikami świata maszyn, zatracającymi swoją tożsamość i przynależność do natury, sacrum. Warsztat malarski Jung podlega osobnym regułom konceptualnym stworzonym przez artystkę na potrzeby syntez i uniformizacji, tak zarówno w sferze struktur, jak i barw. Spośród najlepszych konceptualnie prac należy wymienić serię „Homo Novus” z 1970 oraz cykle „Elountha” i „Anthroposcopies” malowane sukcesywnie od 1982. To właśnie w nich artystka zawarła swoje twórcze credo, dzięki czemu zyskała uznanie krytyki.
Na temat twórczości malarki powstała m.in. ważna praca belgijskiego historyka sztuki Serge Goyens de Heusch „Simonetta Jung” (Brussels, Fondation Pour L’Art Contemporain, 1981)

Foto Paolo Monti, 1960
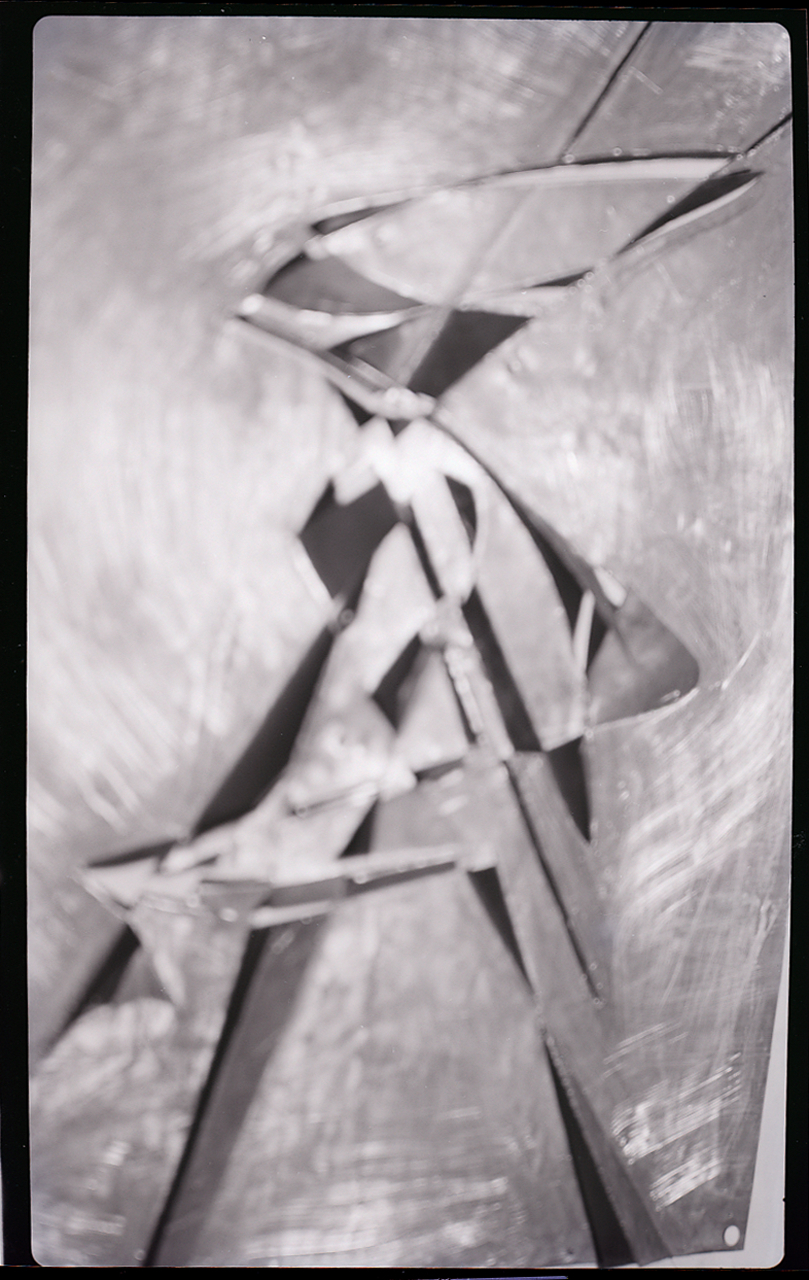
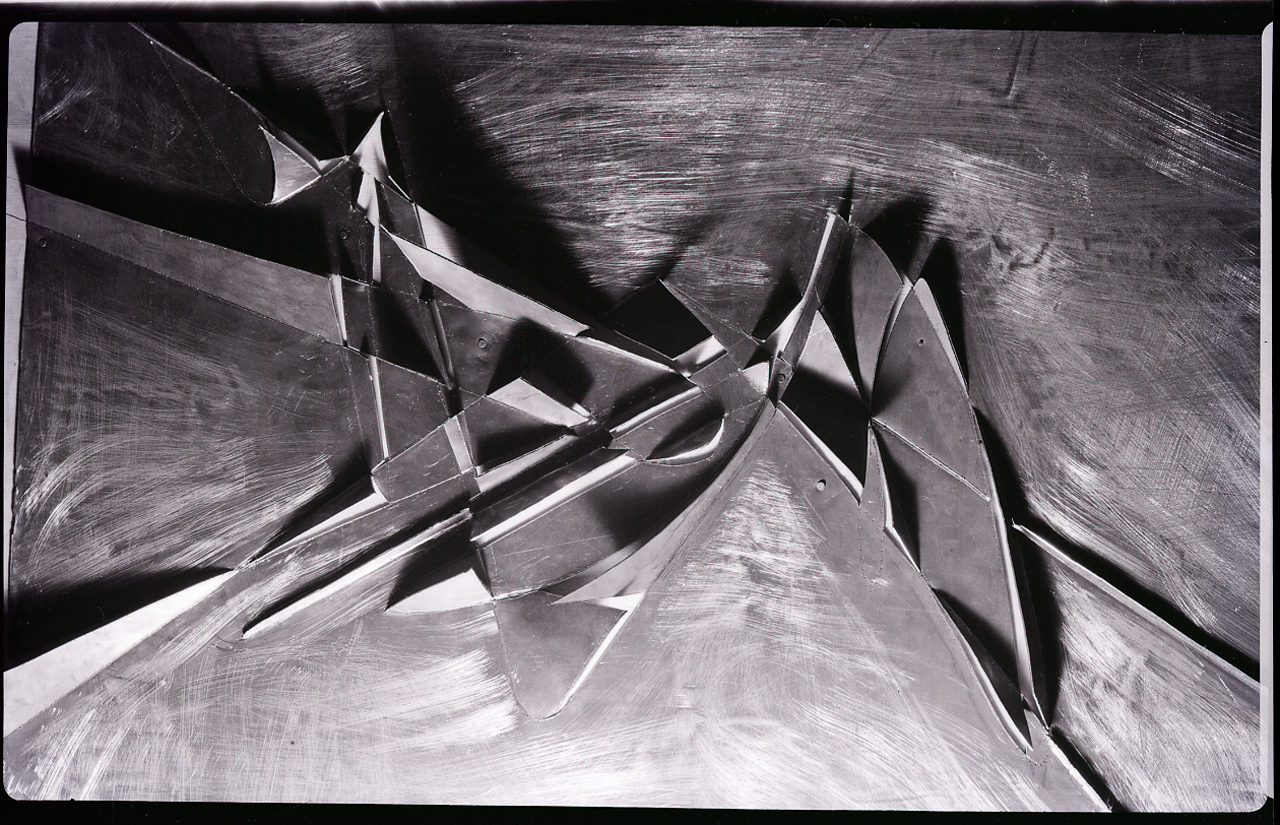
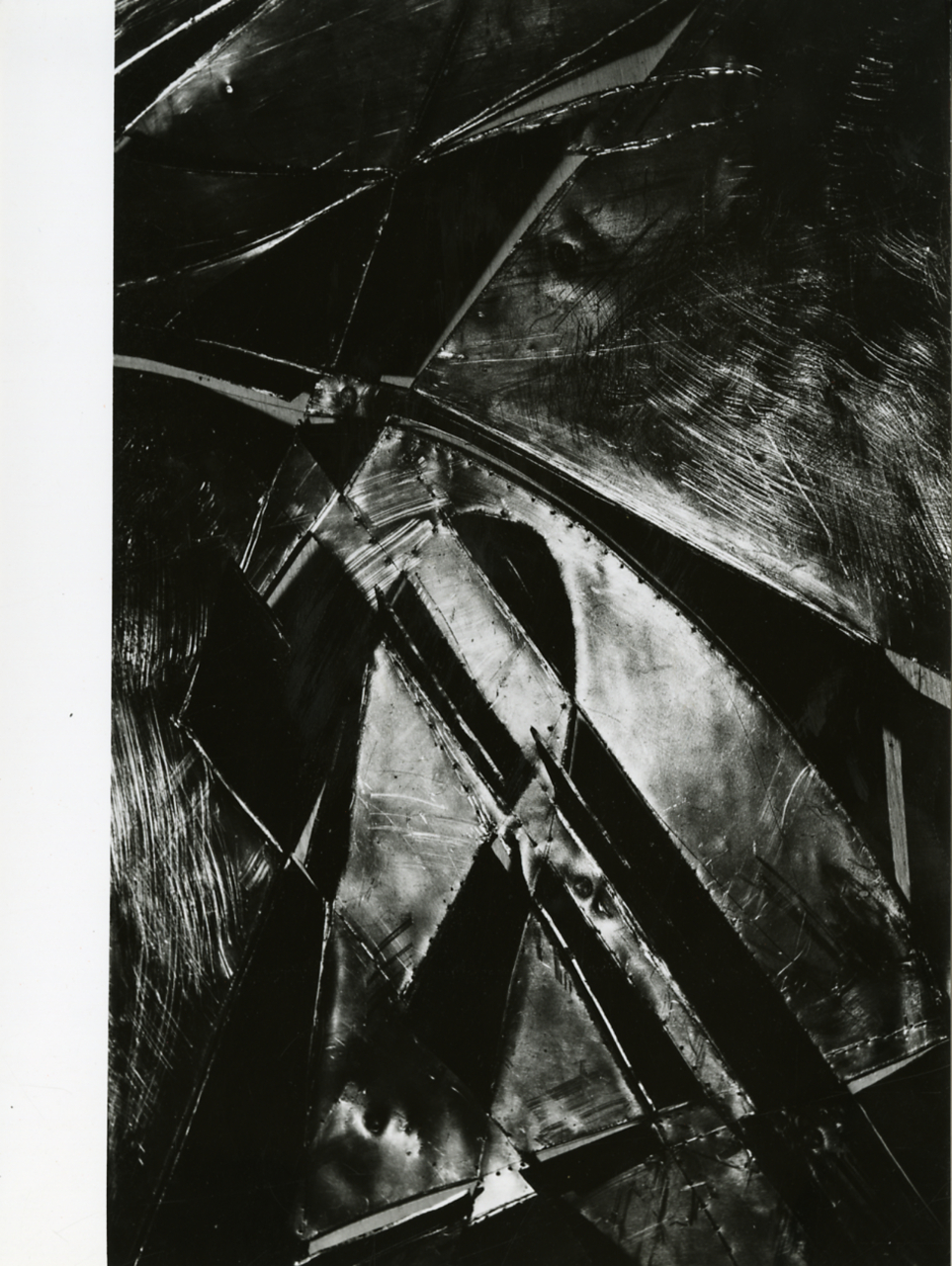

## Wybór galerii i muzeów posiadających obrazy Simonetty Jung[2]
- Columbia University (New York)
- Fondation pour l’Art belge contemporain (Bruxelles)
- Institute of Art (Minneapolis)
- Musée de Louvain-la-Neuve (Louvain-la-Neuve)
- New Mus. (Tel Aviv)
- Pratt Institute (Brooklyn)

## Ważniejsze wystawy
- Bruksela, Galerie Veranneman (1970)[3]
- Galerie Veranneman (1970)[3]
- Mediolan, Galerie Nuovo Sagittario, (1976)[4]
- Antwerpia, BP Gallery (1990)[5]

## Ważniejsze dzieła[6]
- Composizione (1948)
- «Forma Luce n.18» (1953)
- «Forma Luce n.25» (1954)
- Abstraction (1966)
- Composition (1967)
- Moderne Darstellung: fünf Fische (1972)
- Moderne Darstellung: drei Fische (1973)
- Homo novus (1975)
- Homa Novas N°43 (1975)
- «Elounthe No.19» (1980)
- Arthroscopie nr 22, nr 74